# Massingy-lès-Semur
Massingy-lès-Semur ist eine französische Gemeinde mit 152 Einwohnern (Stand 1. Januar 2022) im Département Côte-d’Or in der Region Bourgogne-Franche-Comté. Sie gehört zum Arrondissement Montbard und zum Kanton Semur-en-Auxois. 
Sie grenzt im Nordwesten an Lantilly, im Norden an Grignon, im Nordosten an Venarey-les-Laumes, im Osten an Mussy-la-Fosse, im Südosten an Pouillenay, im Süden an Juilly und im Westen an Villars-et-Villenotte.

## Bevölkerungsentwicklung
| Jahr                       | 1962 | 1968 | 1975 | 1982 | 1990 | 1999 | 2008 | 2015 |
| -------------------------- | ---- | ---- | ---- | ---- | ---- | ---- | ---- | ---- |
| Einwohner                  | 118  | 92   | 88   | 90   | 120  | 168  | 208  | 173  |
| Quellen: Cassini und INSEE |      |      |      |      |      |      |      |      |